# 李穆
李 穆（り ぼく、510年 - 586年）は、北魏末から隋にかけての軍人。字は顕慶。兄は李賢・李遠。本貫は隴西郡成紀県を称し、唐皇李氏と同じ漢人の名門貴族・隴西の李氏を称していたが、近年の考古学的発掘により、出自を詐称しており、鮮卑拓跋であることが確定している。

## 経歴
李文保の子として生まれた。若くして明敏で、度量があった。宇文泰が関中に入ると、李穆は宇文泰の側近で仕えて、世話をするようになった。李穆は細心で慎み深く、怠けることがなかったため、宇文泰に気に入られて腹心とされ、寝室にも出入りするほど親しくなった。534年（永熙3年）、侯莫陳悦が賀抜岳を殺害すると、宇文泰は夏州からその討伐に赴いた。ときに侯莫陳悦の仲間の史帰が原州に拠っていたことから、宇文泰は侯莫陳崇を派遣して軽騎でこれを襲撃させた。李穆は先に城中にあり、兄の李賢や李遠らとともに城門を占拠して侯莫陳崇を招き入れ、史帰を捕らえることに成功した。李穆は功績により都督に任じられた。北魏の孝武帝を関中に迎えるのに従い、永平県子に封じられた。537年（大統3年）、宇文泰の下で東魏軍と戦い、竇泰を捕らえた戦いや、弘農を奪回した戦いで、いずれも戦功を挙げた。沙苑の戦いの勝利の後、李穆は高歓を追撃して捕らえるよう宇文泰に進言したが、宇文泰は聞き入れなかった。前後の功績を論じられ、李穆は爵位を公に進められた。
538年（大統4年）の河橋の戦いの最中、宇文泰の乗馬に流れ矢が当たって、宇文泰は落馬した。東魏の兵が宇文泰の身に迫ったが、宇文泰の側近たちは散り散りになっていた。そこで李穆は宇文泰の背中を鞭で打ち、「おまえたちの主はどこにいるか。おまえがひとりでここにとどまれ」と大声で罵った。李穆の機転によって、東魏兵たちは宇文泰が貴人であると気づかず、放置して過ぎていった。李穆は馬を宇文泰に与えて、脱出させることができた。窮地を脱した宇文泰は李穆と相対して泣き、「我が事を成せる者は、それこの人か」と側近たちにいった。李穆は武衛将軍の号を受け、大都督・車騎大将軍・儀同三司の位を加えられ、爵位を安武郡公に進め、封邑を1700戸加増された。特別に鉄券を賜り、死罪10回までは赦される特権を与えられた。驃騎大将軍・開府儀同三司・侍中に進んだ。李穆は宇文泰に葦毛の馬を与えて命を助けたことから、宇文泰は厩の中の葦毛の馬を全て李穆に与えた。李穆の世子の李惇が安楽郡公に封じられ、姉一人が郡君とされ、その他の姉妹が県君とされるなど、兄弟子姪や親族姻族に厚く賞賜が与えられた。
546年（大統12年）、李穆は玉壁の戦いに従軍し、包囲が解けると、安定国中尉に任じられた。ほどなく同州刺史に任じられ、入朝して太僕卿となった。554年（恭帝元年）、江陵攻撃に従軍した。ほどなく大将軍の位に進み、拓抜氏の姓を賜った。まもなく原州刺史に任じられた。後に雍州刺史に転じ、入朝して小冢宰となった。
557年、北周の孝閔帝が即位すると、李穆は封邑を3700戸加増された。さらに別封として一子を県伯とする内意があったため、李穆は兄の李賢の子の李孝軌を封じるよう申し出て、許可された。
李遠の子の李植が宇文護の殺害を図って失敗し処刑されると、李穆は甥の罪に連座して官爵を剥奪された。ときに李植の弟の李基が連座により死罪とされた。李穆はたびたび宇文護のもとを訪れ、李穆の子の李惇・李怡らを李基の代わりに死なせるよう請願した。宇文護はこれに動かされて、李基の死罪を免じた。
明帝が即位すると、李穆は驃騎大将軍・開府儀同三司・大都督の位を受け、安武郡公に封じられ、直州刺史となった。560年（武成2年）、少保に任じられた。562年（保定2年）、大将軍の位に進んだ。563年（保定3年）、随国公楊忠に従って北斉を攻撃した。564年（保定4年）、帰国すると、小司徒に任じられ、柱国大将軍の位を受けた。565年（保定5年）、大司空に転じた。567年（天和2年）、申国公に封じられた。569年（天和4年）、北斉の独孤永業が侵攻してくると、李穆は宇文憲とともに宜陽に出兵し、崇徳などの5城を築いて、北斉軍の糧道を絶った。572年（建徳元年）、太保に転じた。ほどなく原州総管として出向した。
575年（建徳4年）、武帝が北斉に対する東征の軍を起こすと、李穆は兵3万の別軍を率いて、軹関を攻撃し、河北の諸県を攻略した。後に武帝が病のために軍を返すと、李穆は獲得した地を放棄して撤退した。577年（建徳6年）、位は上柱国に進み、并州総管に任じられた。北斉平定の直後で、并州の世情は騒然としていたが、李穆がここに駐屯すると、落ち着きを取り戻した。579年（大象元年）、并州総管のまま、大左輔に転じた。580年（大象2年）、総管のまま、太傅の位を加えられた。
尉遅迥が楊堅の打倒を図って挙兵すると、李穆の子の李栄はこれに呼応しようと考えていた。李穆は李栄を説得して取りやめさせた。さらに李穆は使者を楊堅のもとに送って、十三環金帯を届けさせた。これは天子の服であり、楊堅を皇帝に擁立する意図をこめたものである。李穆は尉遅迥の子の朔州刺史尉遅誼を捕らえて、長安に護送させた。尉遅迥が自身の任命した行台の韓長業に潞州を攻め落とさせ、刺史の趙威を捕らえ、城民の郭子勝を刺史に任じた。李穆は兵を派遣してこれを討ち、郭子勝を捕らえた。
581年（開皇元年）、隋が建国されると、李穆は太師・上柱国となった。586年（開皇6年）8月戊申、邸で死去した。享年は77。使持節・冀定趙相瀛毛魏衛洛懐十州諸軍事・冀州刺史の位を追贈された。諡は明といった。

## 子女
- 李惇（長男、字は士献）
- 李怡（早逝、儀同、贈渭州刺史）
- 李雅（大将軍、荊州総管）
- 李恒（塩州刺史、陽曲県侯）
- 李栄（合州刺史、長城県公）
- 李直（車騎将軍、帰政県侯）
- 李雄（柱国・驃騎将軍、密国公）
- 李渾（十男、字は金才、郕国公）

## 伝記資料
- 『周書』巻30 列伝第22
- 『隋書』巻37 列伝第2
- 『北史』巻59 列伝第47